# Петропоље
Петропоље је насељено место града Краљева у Рашком округу. Према попису из 2022. било је 171 становника.

## Демографија
У насељу Петропоље живи 240 пунолетних становника, а просечна старост становништва износи 48,8 година (47,3 код мушкараца и 50,2 код жена). У насељу има 100 домаћинстава, а просечан број чланова по домаћинству је 2,86.
Ово насеље је у потпуности насељено Србима (према попису из 2002. године), а у последња три пописа, примећен је пад у броју становника.
|  |

| Демографија | Демографија | Демографија |
| Година      | Становника  | Становника  |
| ----------- | ----------- | ----------- |
| 1948.       | 637         |             |
| 1953.       | 635         |             |
| 1961.       | 584         |             |
| 1971.       | 509         |             |
| 1981.       | 417         |             |
| 1991.       | 316         | 314         |
| 2002.       | 286         | 286         |

| Етнички састав према попису из 2002.‍ | Етнички састав према попису из 2002.‍ | Етнички састав према попису из 2002.‍ | Етнички састав према попису из 2002.‍ | Етнички састав према попису из 2002.‍ |
| ------------------------------------ | ------------------------------------ | ------------------------------------ | ------------------------------------ | ------------------------------------ |
|                                      |                                      |                                      |                                      |                                      |
| Срби                                 | Срби                                 |                                      | 286                                  | 100,0%                               |
| непознато                            | непознато                            |                                      | 0                                    | 0,0%                                 |

| Година пописа     | 1948. | 1953. | 1961. | 1971. | 1981. | 1991. | 2002. |
| ----------------- | ----- | ----- | ----- | ----- | ----- | ----- | ----- |
| Број домаћинстава | 117   | 120   | 132   | 133   | 137   | 113   | 100   |

| Број чланова      | 1  | 2  | 3  | 4 | 5  | 6  | 7 | 8 | 9 | 10 и више | Просек |
| ----------------- | -- | -- | -- | - | -- | -- | - | - | - | --------- | ------ |
| Број домаћинстава | 23 | 35 | 12 | 7 | 10 | 12 | 1 | 0 | 0 | 0         | 2,86   |

| Пол    | Укупно | Неожењен/Неудата | Ожењен/Удата | Удовац/Удовица | Разведен/Разведена | Непознато |
| ------ | ------ | ---------------- | ------------ | -------------- | ------------------ | --------- |
| Мушки  | 115    | 18               | 86           | 7              | 4                  | 0         |
| Женски | 131    | 11               | 87           | 30             | 3                  | 0         |
| УКУПНО | 246    | 29               | 173          | 37             | 7                  | 0         |

| Пол    | Укупно                    | Пољопривреда, лов и шумарство | Рибарство                            | Вађење руде и камена | Прерађивачка индустрија       |
| ------ | ------------------------- | ----------------------------- | ------------------------------------ | -------------------- | ----------------------------- |
| Мушки  | 64                        | 49                            | 0                                    | 0                    | 5                             |
| Женски | 53                        | 51                            | 0                                    | 0                    | 1                             |
| УКУПНО | 117                       | 100                           | 0                                    | 0                    | 6                             |
| Пол    | Производња и снабдевање   | Грађевинарство                | Трговина                             | Хотели и ресторани   | Саобраћај, складиштење и везе |
| Мушки  | 2                         | 4                             | 1                                    | 0                    | 3                             |
| Женски | 0                         | 0                             | 1                                    | 0                    | 0                             |
| УКУПНО | 2                         | 4                             | 2                                    | 0                    | 3                             |
| Пол    | Финансијско посредовање   | Некретнине                    | Државна управа и одбрана             | Образовање           | Здравствени и социјални рад   |
| Мушки  | 0                         | 0                             | 0                                    | 0                    | 0                             |
| Женски | 0                         | 0                             | 0                                    | 0                    | 0                             |
| УКУПНО | 0                         | 0                             | 0                                    | 0                    | 0                             |
| Пол    | Остале услужне активности | Приватна домаћинства          | Екстериторијалне организације и тела | Непознато            | Непознато                     |
| Мушки  | 0                         | 0                             | 0                                    | 0                    | 0                             |
| Женски | 0                         | 0                             | 0                                    | 0                    | 0                             |
| УКУПНО | 0                         | 0                             | 0                                    | 0                    | 0                             |